# Narthecius grandiceps
Narthecius grandiceps is een keversoort uit de familie dwergschorskevers (Laemophloeidae). De wetenschappelijke naam van de soort werd in 1863 gepubliceerd door John Lawrence LeConte.